# Główna Komisja Sportu Żużlowego
Główna Komisja Sportu Żużlowego Polskiego Związku Motorowego, GKSŻ – społeczny organ Zarządu Głównego Polskiego Związku Motorowego, powoływany dla kierowania i realizacji zadań i polityki PZMot w sporcie żużlowym i żużlu na lodzie w Polsce.

## Kompetencje
Wszystkie oficjalne zawody żużlowe na terenie Polski, mogą odbywać się wyłącznie za zezwoleniem lub na zlecenie GKSŻ, bez możliwości dalszego przekazywania praw do organizacji. Wyjątkiem od tej zasady są zawody, dla których podmiotem zarządzającym jest Ekstraliga Żużlowa.
Główna Komisja Sportu Żużlowego tworzy regulamin sportu żużlowego obowiązujący na terenie Polski, ustala wymagania techniczne które muszą spełniać kluby, tory, motocykle oraz zawodnicy aby zostać dopuszczonym do rozgrywania zawodów. Komisja ustala zakres kompetencji sędziów żużlowych.
Do kompetencji GKSŻ należy licencjonowanie torów żużlowych. Tor nie może być używany do zawodów i treningów, dopóki nie będzie zbadany przez weryfikatora i licencjonowany przez GKSŻ.